# Mnium heterophyllum
Mnium heterophyllum är en bladmossart som beskrevs av Schwaegrichen 1826. Mnium heterophyllum ingår i släktet stjärnmossor, och familjen Mniaceae. Inga underarter finns listade i Catalogue of Life.